# Zyfflich

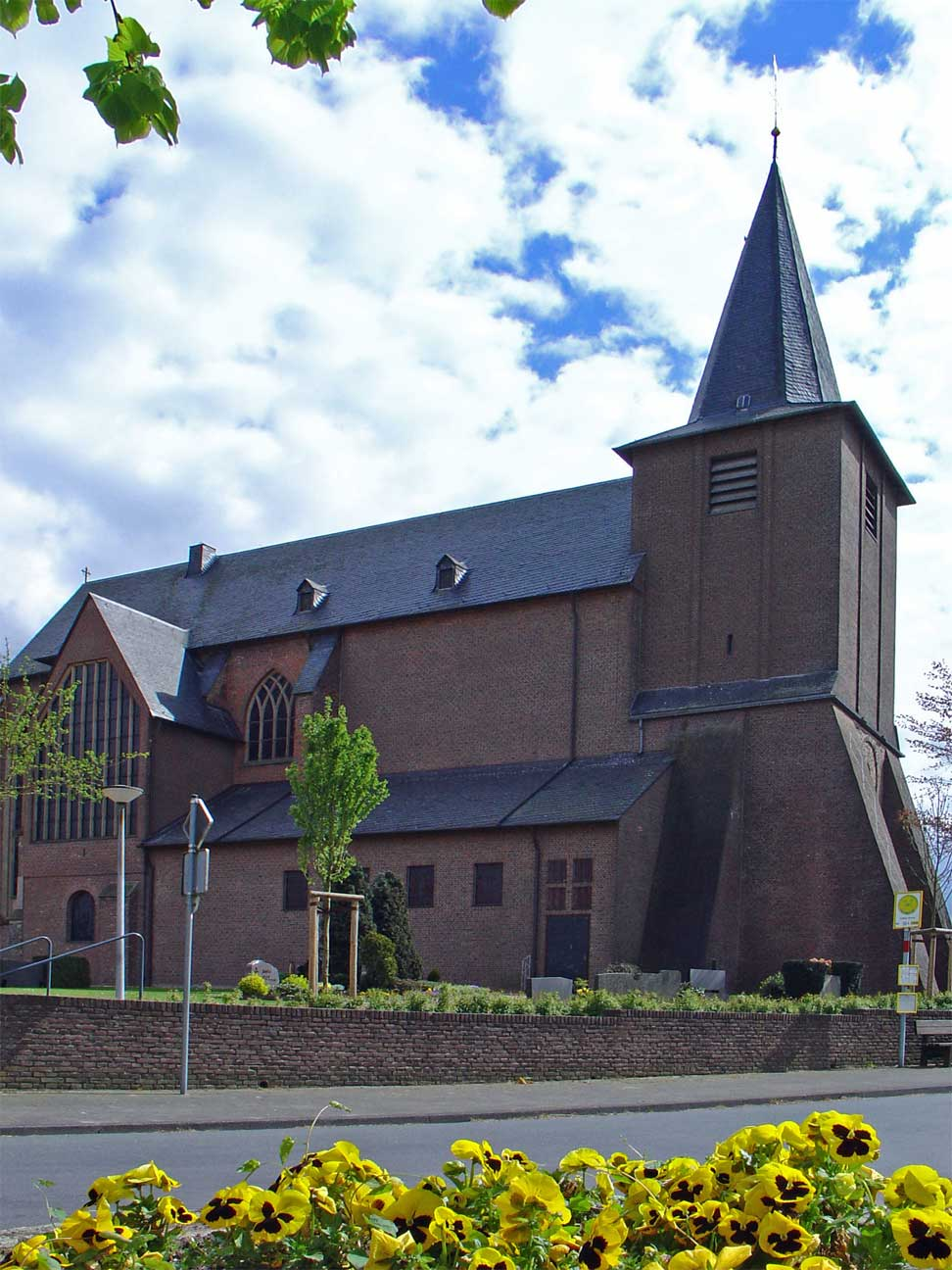
St. Martinskirche (igreja)

Zyfflich é uma vila na Alemanha próxima da cidade de Nijmegen, nos Países Baixos, e fica no município de Kranenburg, em Kreis Kleve no estado de Renânia do Norte-Vestfália.

## Localização
Próxima de Wyler, Zyfflich se encontra na fronteira da Alemanha com os Países Baixos, a alguns quilômetros da cidade neerlandesa de Nijmegen, no extremo oeste do município de Kranenburg. Este municípios tem uma proporção significativa de residentes neerlandeses em sua propriedade; e as vilas mais ao oeste do município de Kranenburg servem de moradia e dormitório para trabalhadores neerlandeses da cidade de Nijmegen.

## Construções significativas
Entre as construções significativas de Zyfflich está o Sankt-Martin-Kirche.

### História
Diz-se que a parte original do Sankt-Martin-Kirche data de antes de 1010, possivelmente a igreja mais antiga construída no distrito de Kleve. O prédio passou por alterações significativas e desenvolvimentos entre os séculos 14 e 15.
Durante sua longa história a estrutura foi substancialmente danificada por conta de guerras.